# جورج بي. بيكون
جورج بي. بيكون (بالإنجليزية: George B. Bacon)‏ هو موظف ديني ‏ أمريكي، ولد في 22 مايو 1836، وتوفي في 15 سبتمبر 1876.